# Mitchell (Oregon)

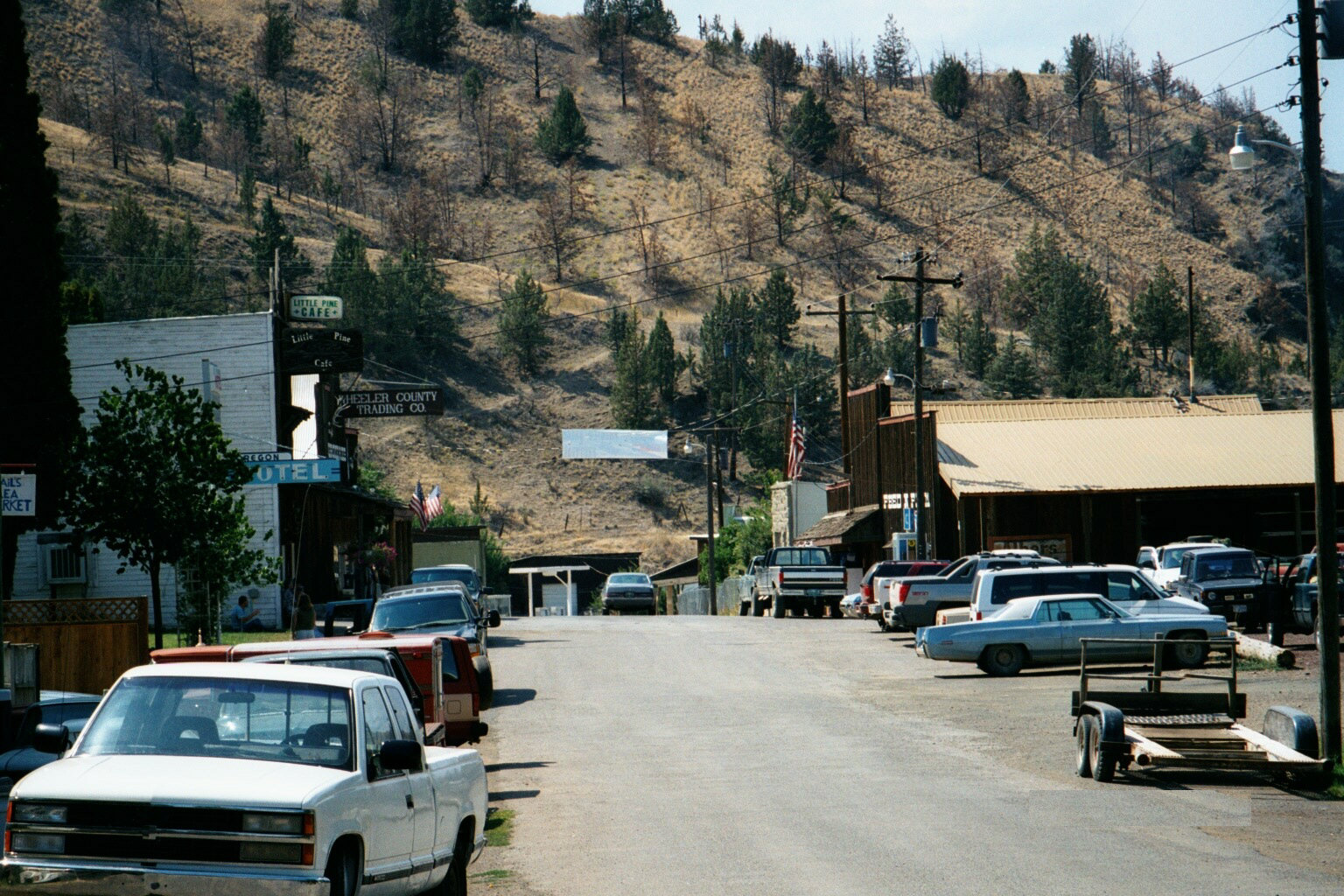
A belváros

Mitchell az Amerikai Egyesült Államok északnyugati részén, Oregon állam Wheeler megyéjében, a 26-os út mentén, a 207-es úttól keletre, Prineville-től 76 km-re keletre, John Daytől pedig 97 km-re nyugatra helyezkedik el. A 2010. évi népszámláláskor 130 lakosa volt. A város területe 3,26 km², melynek 100%-a szárazföld.
A John Day Fossil Beds National Monument részét képező Festett-dombok a helyiségtől 14 km-re északnyugatra fekszenek. Ide, a John Day-folyóba torkollik a városon keresztülfolyó, az attól délre, az Ochoco-hegységben eredő Híd-patak. A környéken több, egykor a Hood-heggyel vetekedő méretű, mára erodált rétegvulkán található, például a Mitchellből is látható Fekete- és Fehér-tanúhegyek.
A településnek egy óvodától 12. osztályig diákokat fogadó iskolája (Mitchell School) van, amely a Mitchelli Iskolakerület alá tartozik.

## Történet
A helyi postahivatalt 1873-ban hozták létre William „Brawdie” Johnson kovács javaslatára, és az első postamester is ő lett; a település nevét John Hipple Mitchell szenátor tiszteletére választotta. Johnson a tisztséget 1873–79, 1885–97 és 1901–05 között töltötte be. A helyiség területét 1885-ben jelölték ki, városi rangot pedig 1893-ban kapott.
A megye első iskolája 1872-ben jött létre Mitchelltől nem messze, majd 1874-ben a településre költöztették. A következő két évtizedben a helyiségben egy bolt, egy nemesfémvizsgáló műhely, két hotel, egy istálló, három bordélyház (egy ma is áll), öt szalon, két malom és egy gyógyszertár épült, valamint a közösségben két újság (The Sentinel és The News) jelent meg rendszeresen. A Híd-patak mentén létrejött üzleti negyedet „Tigrisváros” néven is emlegették. A templom és a legtöbb lakóház egy magasabban fekvő ponton, a „Piety Hill” nevű kerületben feküdt. Az 1899-es tűz a város közel felét megsemmisítette, de a település később újjáépült.
A város közepén futó Híd-patak alapítása óta háromszor árasztotta el a települést. Az áradások 1844-ben és 1904-ben, valamint 1956. július 13-án, a déli dombságban kialakult vihar következtében történtek. A vízszint az év ezen időszakában általában 30 centiméter alatt van. A vihar után néhány perccel egy 15 méter magas vízoszlop zúdult a városra, aminek következtében húsz épület és számos híd megsemmisült vagy súlyosan megrongálódott. Az áradásnak nyolc halálos áldozata volt, köztük egy négytagú család, akiket elsodort a víz és soha nem találták meg őket. A földhivatal egy munkatársa által készített jelentés szerint a vihar centrumában 50 perc alatt 10 centiméternyi eső hullott. A terményeket és a közeli völgy útjait is megrongáló áradás által okozott anyagi kár 709 000 dollár volt.

## Éghajlat
A lehulló csapadék mennyisége a nyugatra fekvő Cascade- és Ochocho-hegységek által előidézett esőárnyék miatt alacsony. Telente jellemző az erős havazás. A melegrekord (42 °C) 1972-ben, a hidegrekord (-33 °C) pedig 1983-ban dőlt meg.
A Köppen-skála alapján a város éghajlata meleg nyári mediterrán. A legcsapadékosabb hónap május, a legszárazabb pedig a július–augusztus időszak. A legmelegebb hónap július és augusztus, a leghidegebb pedig január.
| Hónap                         | Jan.  | Feb.  | Már.  | Ápr.  | Máj. | Jún. | Júl. | Aug. | Szep. | Okt.  | Nov.  | Dec.  | Év    |
| ----------------------------- | ----- | ----- | ----- | ----- | ---- | ---- | ---- | ---- | ----- | ----- | ----- | ----- | ----- |
| Rekord max. hőmérséklet (°C)  | 20,0  | 22,2  | 27,8  | 32,8  | 37,8 | 39,4 | 39,4 | 41,7 | 38,9  | 33,3  | 24,7  | 21,7  | 41,7  |
| Átlagos max. hőmérséklet (°C) | 5,6   | 8,3   | 12,2  | 15,6  | 20,6 | 25,0 | 30,0 | 30,0 | 25,0  | 18,3  | 9,4   | 5,6   | 17,2  |
| Átlaghőmérséklet (°C)         | 0,6   | 2,8   | 5,8   | 8,4   | 12,5 | 16,7 | 20,6 | 20,6 | 15,9  | 10,3  | 4,2   | 0,9   | 10,0  |
| Átlagos min. hőmérséklet (°C) | −4,4  | −2,8  | −0,6  | 1,1   | 4,4  | 8,3  | 11,1 | 11,1 | 6,7   | 2,2   | −1,1  | −3,9  | 2,7   |
| Rekord min. hőmérséklet (°C)  | −27,8 | −26,7 | −14,4 | −12,2 | −5,6 | −3,9 | 0,0  | −1,7 | −4,4  | −11,7 | −23,9 | −32,8 | −32,8 |
| Átl. csapadékmennyiség (mm)   | 22    | 17    | 25    | 31    | 42   | 29   | 15   | 17   | 17    | 20    | 28    | 25    | 288   |
| Forrás: The Weather Channel   |       |       |       |       |      |      |      |      |       |       |       |       |       |

## Népesség

### 2010
A 2010-es népszámláláskor a városnak 130 lakója, 61 háztartása és 39 családja volt. A népsűrűség 39,9 fő/km2. A lakóegységek száma 83, sűrűségük 25,5 db/km2. A lakosok 92,3%-a fehér,  0,8%-a indián,    6,9%-a pedig kettő vagy több etnikumú. A spanyol vagy latino származásúak aránya 1,5% (1,5% mexikói,   )
A háztartások 18%-ában élt 18 évnél fiatalabb. 50,8% házas, 4,9% egyedülálló nő, 8,2% egyedülálló férfi, 36,1% pedig nem család. 26,2% egyedül élt; 9,8%-uk 65 éves vagy idősebb. Egy háztartásban átlagosan 2,13 személy élt; a családok átlagmérete 2,56 fő.
A medián életkor 51,7 év volt. A város lakóinak 15,4%-a 18 évesnél fiatalabb, 4,6% 18 és 24 év közötti, 16,1%-uk 25 és 44 év közötti, 33,1%-uk 45 és 64 év közötti, 30,8%-uk pedig 65 éves vagy idősebb. A lakosok 46,2%-a férfi, 53,8%-a pedig nő.

### 2000
A 2000-es népszámláláskor  a városnak 170 lakója, 75 háztartása és 42 családja volt. A népsűrűség 52,1 fő/km2. A lakóegységek száma 91, sűrűségük 27,9 db/km2. A lakosok 90%-a fehér,  2,35%-a indián, 1,18%-a ázsiai,  1,18%-a egyéb-, 5,29%-a pedig kettő vagy több etnikumú. A spanyol vagy latino származásúak aránya 7,65% (5,9% mexikói,   1,8% pedig egyéb spanyol/latino származású.)
A háztartások 25,3%-ában élt 18 évnél fiatalabb. 46,7% házas, 9,3% egyedülálló nő; 42,7% pedig nem család. 38,7% egyedül élt; 22,7%-uk 65 éves vagy idősebb. Egy háztartásban átlagosan 2,27 személy élt; a családok átlagmérete 2,79 fő.
A város lakóinak 28,8%-a 18 évesnél fiatalabb, 2,9% 18 és 24 év közötti, 19,4%-uk 25 és 44 év közötti, 28,2%-uk 45 és 64 év közötti, 20,6%-uk pedig 65 éves vagy idősebb. A medián életkor 42 év volt. Minden 100 nőre 107,3 férfi jut; a 18 évnél idősebb nőknél ez az arány 89,1.
A háztartások medián bevétele 20 417 amerikai dollár, ez az érték családoknál $20 833. A férfiak medián keresete $21 250, míg a nőké $23 125. A város egy főre jutó bevétele (PCI) $13 906. A családok 26,9%-a, a teljes népesség 28,7%-a élt létminimum alatt; a 18 év alattiaknál ez a szám 43,5%, a 65 évnél idősebbeknél pedig %.

## Kulturális események
A munka ünnepének hétvégéjén tartják a Painted Hills Festivalt, amely 5- és 10 kilométeres félmaratonból, felvonulásából lovasbemutatóból, tűzoltójármű-kiállításból, a Red Hat Society tagjainak műsorából, játékokból, görögdinnyeevő-versenyből, vizes hordóból, karaokéból és fellépésekből áll. Az utcákon és a városi parkban kézműves alkotók termékeit és ételeket lehet vásárolni, valamint a közösségi házban ágytakaró-kiállítást rendeznek. A napot utcazenével és -tánccal zárják.
A minden június második hétvégéjén, 9 és 22 óra között megrendezett Tiger Town Music Festivalon nyugati parti előadók lépnek fel.
Július második hétvégéjén tartják a Tiger Town Vintage Trailer Rally lakóautó-versenyt, melyen még New York-ból is részt szoktak venni.

## A település a tömegkultúrában
Max Brooks „A zombi világháború története” című regényében a város összes lakója zombivá változott; a hadsereg helyben élő zombik segítségével képez ki kutyákat.

## Fordítás
Ez a szócikk részben vagy egészben  a   Mitchell, Oregon című angol Wikipédia-szócikk ezen változatának fordításán alapul.  Az eredeti cikk szerkesztőit annak laptörténete sorolja fel. Ez a jelzés csupán a megfogalmazás eredetét és a szerzői jogokat jelzi, nem szolgál a cikkben szereplő információk forrásmegjelöléseként.